# Стадіон імені Едварда Шимков'яка
«Стадіон імені Едварда Шимков'яка» (пол. «Stadion im. Edwarda Szymkowiaka») — футбольний стадіон у місті Битом, Польща, домашня арена місцевого клубу «Полонія». 
Стадіон побудований та відкритий 1929 року. У 2008 році, у зв'язку з виходом «Полонії» до Екстракляси, було здійснено капітальну реконструкцію арени, у результаті якої стадіон було приведено до вимог ліги. У ході реконструкції було споруджено нові трибуни з окремими пластиковими кріслами на 5 500 глядачів, над 1 500 з яких встановлено дах. Модернізовано систему освітлення та встановлено систему обігріву поля.
У 2009 році презентовано новий проект реконструкції стадіону, за яким, зокрема, планується збудувати дах над всіма глядацькими місцями і поблизу стадіону — спортивну залу. У 2016 році було здійснено тендер на реконструкцію, заплановану на 2017—2019 роки. У 2017 році арена перейшла у власність ФК «Полонія», який і фінансує роботи з її модернізації.
На території стадіону розташований тренувальний центр «Полонії», до якого входять два тренувальних поля зі штучним покриттям.
Арені присвоєно ім'я Едварда Шимков'яка, польського футболіста, який виступав за «Полонію».